# Талыбов, Эльман Эльдар оглы
Эльма́н Эльда́р оглы́ Талы́бов (азерб. Elman Eldar oğlu Talıbov; 2 ноября 1985, Баку) — азербайджанский игрок «Что? Где? Когда?».
В 2019 году за достойное представление азербайджанской молодёжи на международных интеллектуальных играх был награждён медалью «Прогресс».

## Биография
Родился Эльман Талыбов 2 ноября 1985 года в городе Баку, столице Азербайджанской ССР. Детство и юность провёл в родном городе. Завершив обучение в школе, поступил обучаться в Азербайджанскую государственную нефтяную академию, которую успешно окончил и получил специальность «робототехник». Длительное время работал директором по продажам в Азербайджане в организации Simbrella Group, основанной в 2007 году.
По состоянию на 2022 год директор по стратегии и аналитике в международной Финтек компании.

## «Что? Где? Когда?»
С 2006 года постоянно играет в Азербайджанской версии телевизионной игры «Что? Где? Когда?». Трижды кавалер «Ордена Совы». Гроссмейстер клуба.
С 2011 года играет в Российской версии «Что? Где? Когда?». До 2015 года играл за команду Алеся Мухина, с 2016 года выступает за команду Балаша Касумова.
Семь раз признавался лучшим знатоком игры.
В финальной игре весенней серии 2019 года (юбилейная 500ая игра в истории клуба) при счете 5:5 остался на раунд «Суперблиц» и правильно ответил на все три вопроса. По результатам этой игры был выдвинут защитником интересов знатоков Андреем Черемисиновым на получение приза «Хрустальная сова». Кандидатуру единогласно поддержали все магистры (Елизавета Овдеенко, Виктор Сиднев, Максим Поташев и Андрей Козлов) и Эльман Талыбов стал обладателем «Хрустальной совы».
В финальной игре осенней серии 2020 года, также закончившейся победой знатоков, кандидатура Талыбова не выдвигалась ни Андреем Черемисиновым (проголосовал за Дмитрия Авдеенко), ни магистрами (Елизавета Овдеенко и Андрей Козлов проголосовали за Балаша Касумова, Александр Друзь и Виктор Сиднев — за Дмитрия Авдеенко), тем не менее, решением ведущего игры Эльман Талыбов во второй раз стал обладателем «Хрустальной совы».
По состоянию на 2022 год сыграл в клубе 29 игр, 20 из которых завершились победой знатоков. Сыграл в 11 финалах серий (9 побед) и в 3 финалах года (1 победа).
Принимает активное участие в играх спортивной версии «Что? Где? Когда?». Играл за бакинские команды «Yo!J», «Команда Касумова» и «Поминки по финикам». Играет за команду «Ксеп», в составе которой также принимают участие знатоки, известные по телеклубу: Григорий Алхазов, Юлия Архангельская, Николай Крапиль, Илья Новиков, Станислав Мереминский.

## Семья
Был женат на Гюнели Бабаевой, участнице «Что? Где? Когда?». Семейная пара рассталась после трёх лет совместной жизни.
23 января 2021 года состоялась свадьба с Юлией Лазаревой, участницей «Что? Где? Когда?».

## Увлечения
Любит путешествия за границу, предпочитает тихие места популярным курортам.